# جيولا تاكاس
جيولا تاكاس (بالمجرية: Takács Gyula)‏ (4 سبتمبر 1914 - 4 سبتمبر 2007) هو لاعب كرة يد مجري. شارك في الألعاب الأولمبية الصيفية 1936.

## وصلات خارجية
- جيولا تاكاس على موقع أوليمبيديا (الإنجليزية)
- جيولا تاكاس على موقع اللجنة الأولمبية المجرية (الهنغارية)